# جائزة موناكو الكبرى 2013
جائزة موناكو الكبرى 2013 (بالإنجليزية: 2013 Monaco Grand Prix)‏ هو سباق فورمولا 1 أقيم بتاريخ 26 مايو 2013 في حلبة موناكو. كان السادس من أصل 19 في بطولة العالم لسباقات الفورمولا واحد موسم 2013. حلّ الألماني نيكو روسبيرغ أولا بينما جاء الألماني سباستيان فيتل في المركز الثاني وحصل على المركز الثالث الأسترالي مارك ويبر.